# Сильвано-д’Орба
Сильвано-д’Орба (итал. Silvano d'Orba) — коммуна в Италии, располагается в регионе Пьемонт, в провинции Алессандрия.
Население составляет 1860 человек (2008), плотность населения составляет 154 чел./км². Занимает площадь 12 км². Почтовый индекс — 15060. Телефонный код — 0143.
Покровителем коммуны почитается святой мученик Панкратий Римский. Праздник ежегодно празднуется 12 мая.

## Демография
Динамика населения:

## Администрация коммуны
- Официальный сайт: https://web.archive.org/web/20140823004207/http://www.comunesilvanodorbaal.it/